# Au pair
Az au pair olyan személy, fiú vagy lány, külföldi vendéglakó, aki a családdal él, nem kap fizetést, csak zsebpénzt, viszont teljes ellátásban részesül.

## A kifejezés eredete
Az „au pair” francia eredetű kifejezés, eredeti jelentése „egyenlő”, ma azonban már világszerte erre a speciális tevékenységre utalva használják. Valódi jelentése tehát gyakorlatilag: családtagként, egyenlőként kezelt. Ez arra utal, hogy az au paireket a befogadók a család tagjaként, egyenlő félként kezelik, ez a viszony pedig kölcsönös, még ha ideiglenes is.
A kifejezést eredetileg sokkal inkább arra használták, hogy pénzügyi, életszínvonalbeli egyenlőséget írjanak le vele, akár azonos vagy megközelítőleg ugyanolyan körülmények között élők vagy hasonló munkával rendelkezők esetén.
Az au pair kifejezés a maihoz közelebb álló értelemben szerepel már Balzac 1840-ben kiadott művében, A tours-i plébánosban is. Balzac a könyvben egy olyan lányra alkalmazza ezt, akinek bár nem volt állandó keresete, szüleinek nem kellett lakhatásáért és étkezéséért fizetniük.

## Története
Az au pair tevékenység koncepciója a második világháború utáni Európából ered. A háborút megelőzően nem volt igény hasonló munkát végző külföldiekre, mivel a legtöbb európai országban bőségesen rendelkezésre állt az olcsó honi munkaerő az ilyen feladatkörök ellátásához. A háború azonban sok változást hozott. Egyrészt a társadalmi viszonyok megváltozása miatt a közép- és felsőosztálybeli családok számára nem tette lehetővé, hogy úgy alkalmazzanak kvázi cselédeket a ház körüli teendők és a gyermekekre való felügyelés céljából, ahogyan korábban. Emellett a háború következtében mind a munkabérek, mind az adók megemelkedtek, mivel a munkaerő kevés volt, a legtöbb európai ország pénzügyi és gazdasági helyzete pedig katasztrofális. Mindezzel együtt megnőtt az olyan középosztálybeli fiatal lányok száma is, akiknek saját maguknak kellett megkeresniük megélhetésüket, és akiknek a változó társadalmi viszonyok miatt több lehetőségük kínálkozott a tanulásra, tapasztalatszerzésre, így más kultúrák megismerésére és idegen nyelvek tanulására is.
Ugyanakkor országtól függetlenül általános jelenség volt, hogy a cselédi vagy szolgálói munkát még a munkásosztályon belül is lenézték, s kiemelten igaz volt ez a háborút követően. A fent leírt potenciális munkaerő kiaknázására tehát a közép- és felsőosztálybeli családoknak csak úgy nyílt lehetőségük, hogy létrehoznak egy teljesen új koncepciót, amelyet nem sújt a szolgai stigma – így született meg az au pair kölcsönösen előnyös intézménye. Bár a kifejezést már a XIX. században is használták maihoz hasonló értelemben, jellemzően a XX. század második felében terjedt el. Ekkor alakult ki a mai fogalom, melynek fontos része, hogy az au pairt a család részeként, egyenlő félként kezelik, akinek nem kell egyenruhát hordania, nem vállal hivatalosan munkát a családnál, s így nem is fizetést kap, hanem kvázi zsebpénzt.
Az au pair szolgáltatásaiért cserébe nemcsak pénzt kap a családtól, de saját külön szobát is. Szokás szerint együtt étkezik a családdal, és a közös programokon is rendszeresen részt vesz, mint a családi kirándulások vagy túrák. A családok persze általában igénylik azt is, hogy szűkebb körben töltsenek el némi időt, jellemzően esténként, így az au pair ekkor általában kimenőt kap, tartózkodhat a szobájában vagy éppen elmehet szórakozni barátaival. Beosztását általában úgy szabják meg, hogy legyen ideje a tanulásra, mivel nagy részüknek nemcsak a pénzkeresés, de a nyelvtanulás vagy éppen más irányú tanulmányok folytatása is célja az adott országban. Az au pairek jellemzően lányok, bár ma már ez nem kizárólagos.
Az au pair munkáját illetően számos kormány vezetett be szabályozást, amelyben megszabják, hány órát dolgozhat és milyen munkákat végezhet. Ide tartozik általában a gyermekekkel kapcsolatos feladatok elvégzése, illetve bizonyos háztartási, ház körüli feladatok.
Az európai au pairek helyzetét először a Strasbourg-ban 1969. november 24-én elfogadott európai egyezménnyel kívánta szabályozni az Európa Tanács. Az egyezmény leszögezi, hogy az au pair nem tartozik sem a diák, sem a munkás kategóriájába, hanem speciális helyzetben van, mindkét kategória jellemzőivel rendelkezik, s hogy mivel nagy részük kiskorú, szükség van arra, hogy megóvják őket az esetleges kizsákmányolástól. Az egyezmény szerint az au pair ideiglenesen tartózkodik a családoknál bizonyos szolgáltatásokért cserébe, miközben nyelvi készségeit fejleszti, esetleg szakmai tanulmányokat végez. Az egyezményt a tagállamok többsége nem ratifikálta.
Az Európai Unió jelenleg két irányelv egyesítésén dolgozik, amely (a két felváltandó irányelvtől eltérően) már az au pair munkát is nevesíti. A leendő irányelv csak az Unión kívüli országok állampolgáraira vonatkozik, hiszen az EU-tagországok állampolgáraira – az au pairek esetében is – vonatkozik a szabad munkavállalás.
Az Egyesült Államokban 1986 óta működik au pair program. Ennek koncepciója hasonló az európaihoz, annyi különbséggel, hogy az Államokba érkező au paireknek kötelezően részt kell venniük valamilyen oktatási programban és teljesíteni azt.

## Tevékenysége, feladatai
Gyakran összetévesztik az au pair fogalmát a bébiszitterével. A bébiszitter gyermekfelügyelettel foglalkozik fizetésért, az au pair feladata azonban sokkal összetettebb és változatosabb, illetve a hozzá kapcsolódó ellenszolgáltatás több forrásból származik. A bébiszitter órára kapja a fizetését, és csak napi pár órát tölt a családnál, az au pair viszont a családdal él, zsebpénzt kap, de teljes ellátásban részesül, és segítik a beilleszkedését (nyelviskola, kirándulások stb.).
Az au pairek feladata a gyerekfelügyelet ellátása könnyű házimunkával egybekötve. Nem felelősek ugyanakkor azokért a házimunkákért, melyek nincsenek kapcsolatban a gyerekekkel, illetve azok a közösségi helyiségekért sem, melyek a család többi tagja által vannak rendben tartva.
Az au pair feladatok a következőket tartalmazhatják:
- felkelteni a gyerekeket
- elvinni/hazahozni a gyerekeket az iskolába/iskolából
- segíteni a házi feladat elvégzésében
- játszani a gyerekekkel
- elvinni a gyerekeket parkba, játszókörbe vagy egyéb tevékenységekre
- egyszerűbb ételek elkészítése a gyerekek számára
- mosni és a vasalni a gyerekek ruháit
- megágyazni a gyerekek ágyát
- takarítani a gyerekek fürdőszobáját
- rendben és tisztán tartani a konyhát, beleértve a söprést és felmosást
- egyszerűbb bevásárlás

Tekintve, hogy az au pair speciális jogviszonya révén hivatalosan nem fizetést kap munkájáért cserébe, társadalombiztosítási jogviszonya sincsen.

## Au pairek Európában

### Egyesült Királyság
Az Egyesült Királyságba napjainkban elsősorban az Európai Unió területéről, a schengeni övezeten belülről érkeznek au pairek, illetve külön megegyezések alapján Romániából és Bulgáriából.
Az Egyesült Királyságban rengeteg au pair dolgozik, köztük kiemelkedően sok magyar is, ez a magyar au pairek egyik legnépszerűbb célpontja.
Az au pairek keresését, beutaztatását, elhelyezését számos az országban működő magánkézben lévő ügynökség végz. Ezeket fogja össze a British Au Pair Agencies Association, amely meghatározza a tevékenység alapvető szabályait, irányelveket biztosít az au pairek és a befogadó családok számára, illetve népszerűsíti a csereprogramokat és segít a kultúra megismerésében.
Az országban dolgozó au pairek rendszerint 70–100 font zsebpénzt kapnak hetente.

### Franciaország
Franciaországban nagy múltra tekint vissza az au pairek alkalmazása. Az ide érkező fiatalok célja rendszerint kifejezetten a francia nyelv elsajátítása. Az au paireknek 17 és 27 év közöttinek kell lenniük, legalább alapszintű francia nyelvtudással rendelkezniük, legalább 10 hónapra késznek kell lenniük elkötelezni magukat (általában egy tanévre, szeptembertől júniusig), és francia nyelvórákra kell járniuk tartózkodásuk ideje alatt.
Az országban működő au pair ügynökségeket 1999 óta az Union Française des Associations Au Pair Párizsban működő ernyőszervezet fogja össze.
A Franciaországban dolgozó au pairek általában 60 euró heti zsebpénzt kapnak, illetve további 20 euró hozzájárulást nyelvóráikhoz.

### Németország
A németországi au pairek tevékenységét az Au Pair Society koordinálja, amely több mint negyven ügynökséget fog össze.
A Németországba jelentkező au paireknek 18 és 27 év közöttinek kell lenniük, rendelkezniük korábbi gyermekgondozási tapasztalattal, legalább A1 szintű, alapfokú nyelvismeretet bírniuk és készen állniuk arra, hogy 6–12 hónapra elkötelezzék magukat. Uniós állampolgárok számára ugyanakkor lehetséges a három hónapos elhelyezés is. A dohányzás általában kizáró ok, bár egyes családok tesznek kivételt.

## Fordítás
- Ez a szócikk részben vagy egészben a Au pair című angol Wikipédia-szócikk ezen változatának fordításán alapul.  Az eredeti cikk szerkesztőit annak laptörténete sorolja fel. Ez a jelzés csupán a megfogalmazás eredetét és a szerzői jogokat jelzi, nem szolgál a cikkben szereplő információk forrásmegjelöléseként.